# Luciano Ventricelli
Luciano Ventricelli (n. 20 de junio de 1981 Wilde, Provincia de Buenos Aires) es un piloto argentino de automovilismo de velocidad. Desarrolló su carrera deportiva iniciándose en kartings y alternando con motociclismo, volcándose final y definitivamente al automovilismo. Participó casi de manera exclusiva en las divisionales inferiores de la Asociación Corredores de Turismo Carretera, corriendo en TC Mouras y TC Pista.
En el año 2012 consiguió su primer título a nivel nacional al consagrarse campeón en la categoría TC Pista, donde compitió a bordo de un Ford Falcon del equipo de Alejandro Garófalo. Esta consagración la obtuvo al ganar en la última fecha del año su única carrera anual y la segunda de su historial en la categoría, mientras marchaba al tope de las posiciones de la eliminatoria definitorio, convirtiéndose además en acreedor de la Copa de Plata "Río Uruguay Seguros". De esta forma, Ventricelli obtuvo el pase a la categoría Turismo Carretera donde debutó en el año 2013.
Debutó en el Turismo Carretera en el año 2013 al comando de un Dodge Cherokee, cambiando de unidad a mitad de la temporada 2014, donde volvió a competir con Ford. Tras este paso por la máxima, en el año 2015 resolvió volver a la divisional TC Pista donde compitió hasta la 13.ª fecha, siendo expulsado de la categoría como producto de una situación confusa con el piloto Gastón Crusitta, la cual nunca pudo ser esclarecida. Tras su salida, continuó compitiendo en la Clase 3 del Turismo Nacional, donde compitió hasta el año 2017. En ese mismo año, recibió un indulto por parte de la Comisión Asesora Fiscalizadora de ACTC, gracias al cual retornó a competir en TC Pista.

## Trayectoria
| Motociclismo  |                                                   |                               |
| Año           | Campeonato                                        | Categoría                     |
| ------------- | ------------------------------------------------- | ----------------------------- |
| 2000          | Campeonato APEBA Argentino                        | Promocional 125cc.            |
| 2000          | Campeonato Internacional Le Touquet               | Enduro Pinamar                |
| 2001          | Campeonato APEBA Argentino                        | Promocional 125cc.            |
| 2001          | Campeonato Internacional Le Touquet               | Enduro Pinamar                |
| 2002          | Campeonato APEBA Argentino                        | Promocional 125cc.            |
| 2002          | Campeonato Internacional Le Touquet               | Enduro Pinamar                |
| 2002          | Campeonato MX Argentino                           | Promocional 125cc             |
| 2002          | Campeonato MX Argentino                           | Juniors 125cc                 |
| 2002          | Campeonato MX Argentino                           | Juniors Open 450cc            |
| 2003          | Campeonato MX Argentino                           | Promocional 125cc             |
| 2003          | Campeonato MX Argentino                           | Juniors 125cc                 |
| 2003          | Campeonato MX Argentino                           | Juniors Open 450cc            |
| 2004          | Campeonato Internacional Le Touquet               | Enduro Pinamar                |
| 2004          | Campeonato MX Argentino                           | Promocional 125cc             |
| 2004          | Campeonato MX Argentino                           | Juniors 125cc                 |
| 2004          | Campeonato MX Argentino                           | Juniors Open 450cc            |
| 2005          | Campeonato Internacional Le Touquet               | Enduro Pinamar                |
| 2005          | Campeonato FEBOM Argentino                        | Categoría Juniors Open 450cc. |
| Automovilismo |                                                   |                               |
| Año           | Categoría                                         | Marca                         |
| 2000          | Fórmula Honda                                     | EF-Honda                      |
| 2000          | Fórmula Tico                                      | Daewoo Tico                   |
| 2001          | Fórmula Tico                                      | Daewoo Tico                   |
| 2002-2004     | Fórmula 2000                                      | EF-Honda                      |
| 2005          | Debut en TC Pista B (luego TC Mouras)             | Ford Falcon                   |
| 2006          | TC Mouras                                         | Ford Falcon                   |
| 2007          | TC Mouras                                         | Ford Falcon                   |
| 2008          | TC Mouras                                         | Ford Falcon                   |
| 2009          | Debut en TC Pista                                 | Ford Falcon                   |
| 2009          | Top Race Junior                                   | Ford Mondeo II                |
| 2010          | TC Pista                                          | Ford Falcon                   |
| 2011          | TC Pista                                          | Ford Falcon                   |
| 2012          | Campeón TC Pista                                  | Ford Falcon                   |
| 2013          | Debut en Turismo Carretera                        | Dodge Cherokee                |
| 2014          | Turismo Carretera                                 | Dodge Cherokee                |
| 2014          | Turismo Carretera                                 | Ford Falcon                   |
| 2015          | TC Pista                                          | Ford Falcon                   |
| 2015          | Debut en la Clase 3 del Turismo Nacional          | Volkswagen Bora               |
| 2016          | Clase 3 del Turismo Nacional                      | Volkswagen Vento II           |
| 2016          | Invitado 200 km de Buenos Aires del Súper TC 2000 | Fiat Linea                    |
| 2016          | Debut en el TC 2000, 1 carrera                    | Peugeot 408                   |
| 2017          | TC Pista                                          | Ford Falcon                   |
| 2017          | Clase 3 del Turismo Nacional                      | Volkswagen Vento II           |
| 2018          | Turismo Carretera                                 | Ford Falcon                   |
| 2018          | Clase 3 del Turismo Nacional, 1 carrera           | Ford Focus III                |

- [4]

## Palmarés
| Título  | Categoría | Marca       | Año  |
| ------- | --------- | ----------- | ---- |
| Campeón | TC Pista  | Ford Falcon | 2012 |

## Resultados

### TC 2000
| Año  | Equipo      | Auto          | 1   | 2   | 3     | 4     | 5    | 6    | 7   | 8   | 9  | 10 | 11  | 12  | 13    | 14    | 15     | 16     | 17  | 18  | 19  | 20 | 21 | 22  | 23  | Res. | Puntos |
| ---- | ----------- | ------------- | --- | --- | ----- | ----- | ---- | ---- | --- | --- | -- | -- | --- | --- | ----- | ----- | ------ | ------ | --- | --- | --- | -- | -- | --- | --- | ---- | ------ |
| 2016 |             |               | SMM | SMM | CON I | CON I | BA I | BA I | SJO | SJO | LP | LP | CDU | CDU | BA II | BA II | CON II | CON II | RAF | RAF | AG  | RC | RC | PAR | PAR | -    | -      |
| 2016 | Riva Racing | Peugeot 408 I |     |     |       |       |      |      |     |     |    |    |     |     |       |       |        |        |     |     | Ret |    |    |     |     | -    | -      |

### Súper TC 2000
| Año  | Equipo    | Auto       | 1   | 2   | 3   | 4    | 5   | 6   | 7  | 8   | 9   | 10  | 11  | 12 | 13 | 14    | Res. | Puntos |
| ---- | --------- | ---------- | --- | --- | --- | ---- | --- | --- | -- | --- | --- | --- | --- | -- | -- | ----- | ---- | ------ |
| 2016 |           |            | TRE | ROS | SMM | AG I | TRH | OBE | BA | SFE | SFE | TOA | SJU | GR | GR | AG II | -    | -      |
| 2016 | M&M Group | Fiat Linea |     |     |     |      |     |     | 6  |     |     |     |     |    |    |       | -    | -      |